# ولاية إينوغو
ولاية إينوغو (بالإنجليزية: Enugu State)‏ هي ولاية في نيجيريا، بلغ عدد سكانها 3,267,837  نسمة وذلك حسب إحصائيات سنة 2006، عاصمتها إنوغو، تبلغ مساحتها 7,161 كيلومتر مربع، رمزها البريدي هو 400001.

## الموقع
تشترك في الحدود مع:
- ولاية كوجي
- ولاية أبيا
- ولاية إبونيه
- ولاية بينو
- ولاية أنمبرة.